# Gyrinus minutus
Gyrinus minutus là một loài bọ cánh cứng trong họ van Gyrinidae. Loài này được Fabricius miêu tả khoa học năm 1798.

## Hình ảnh

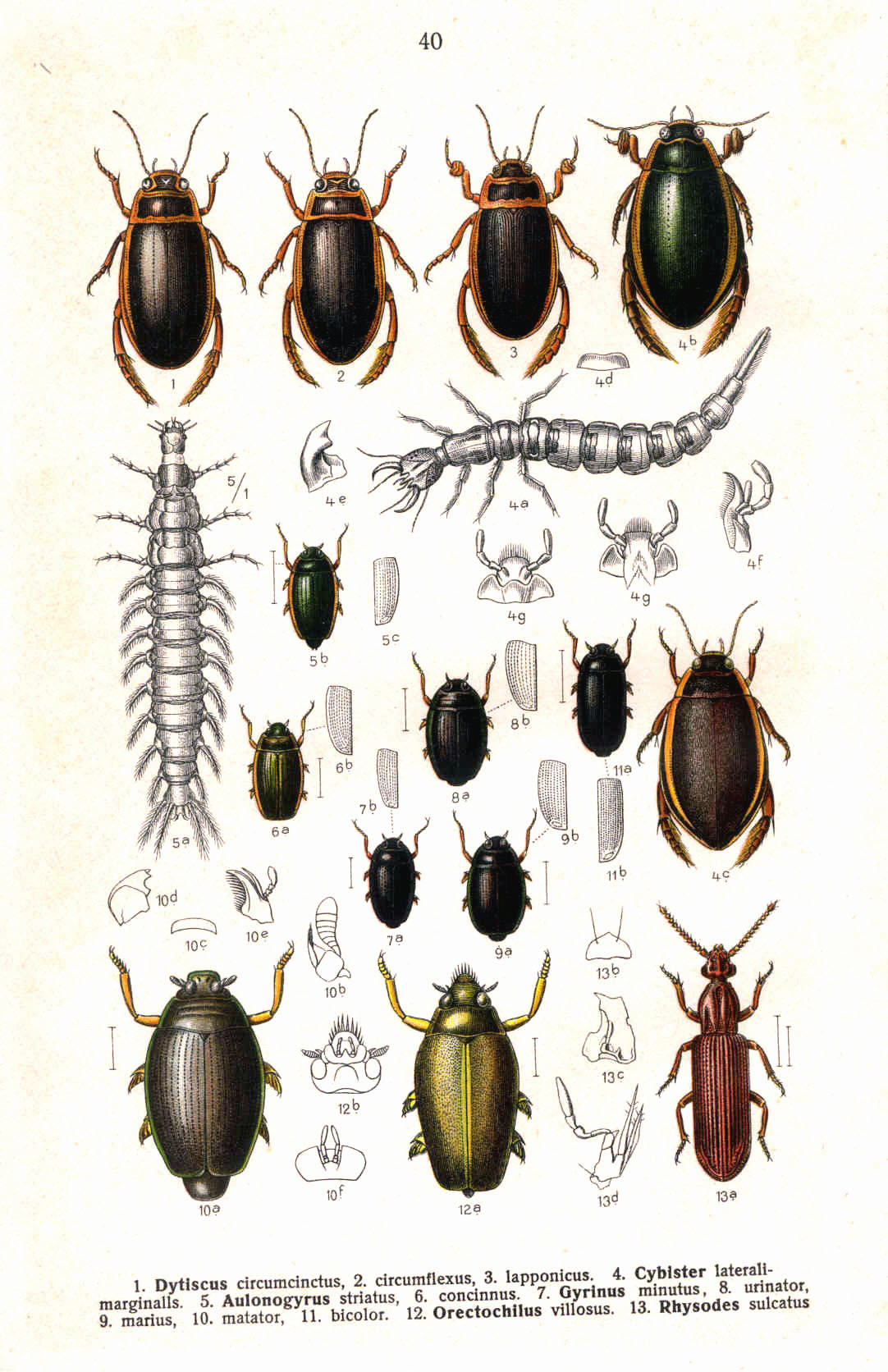
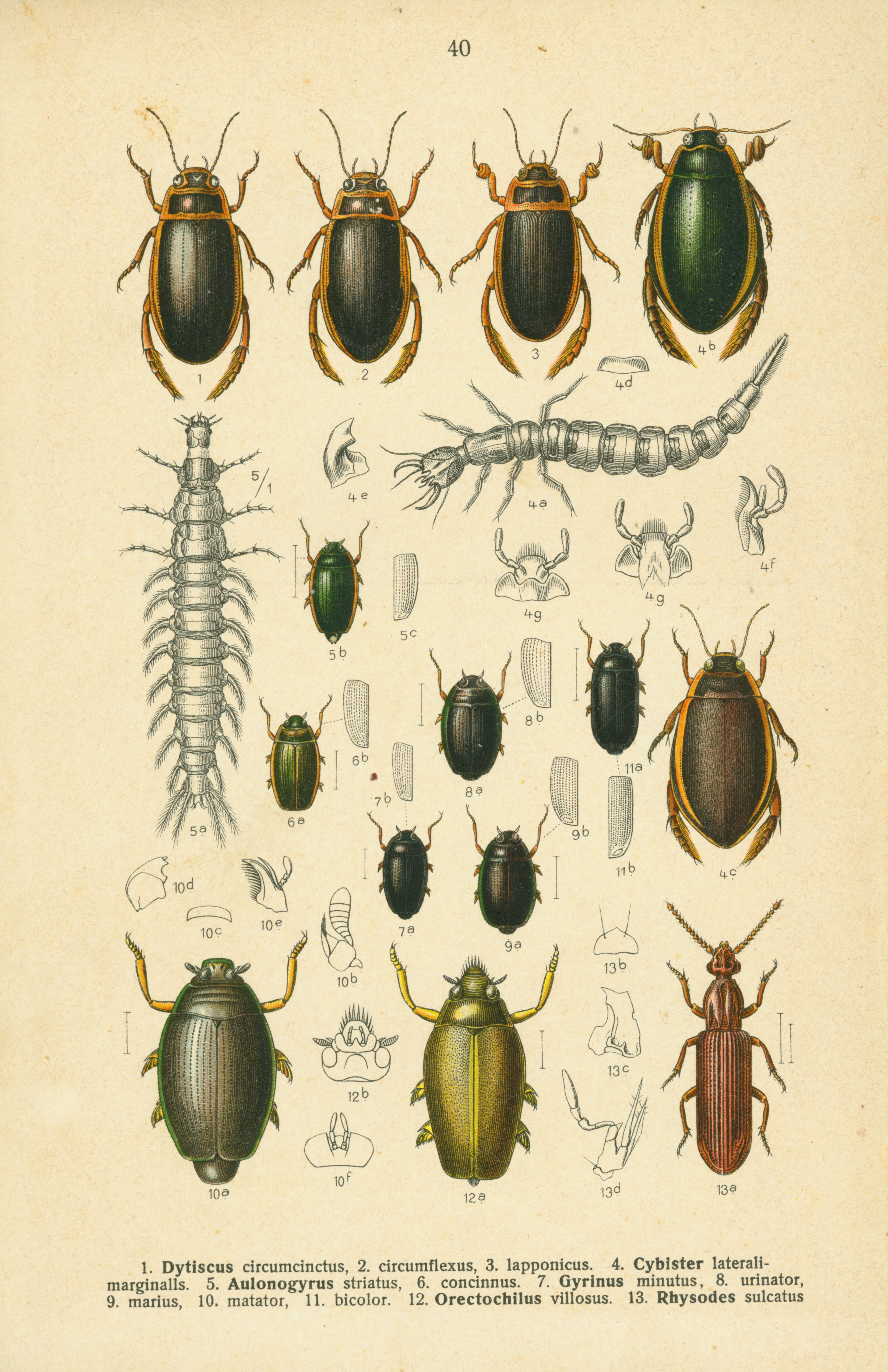